# Четвърта гранична бригада
Четвърта гранична бригада е българско гранично военно съединение, съществувало по време на Втората световна война (1941 – 1944).

## Формиране
Създадена е след мобилизация от 1 януари 1941 година. Първоначално е дислоцирана в Плевен.
От 10 януари 1941 г. 4-та пехотна гранична бригада е в състава на Прикриващия фронт и е дислоцирана в с. Гранитово, Елховско.
От 20 май 1944 г. е в готовност за отбрана на черноморската граница от нос Емине до Дуранкулак (до границата с Румъния).
След 9 септември 1944 година бригадата получава задача отдалечена на повече от 500 км от черноморския бряг – да отбранява западната граница по гребените на Чипровска и Берковска планина от настъпващите немски части.
На 25 септември 1944 г. бригадата е включена в състава на Втора българска армия и участва в първия период на войната срещу Германия (октомври – ноември 1944). Участва в Нишката и Косовската настъпателни операции.
Към 15 октомври съставът на бригадата включва 4819 офицери, подофицери и войници, организирани в два полка (5-и и 6-и граничен полк), бригадна артилерийска група, бронеизтребителна рота, бригадна болница и други обслужващи подразделения.

## Боен път
В Нишката настъпателна операция (8 – 18 октомври 1944) 4 пехотна гранична бригада действа на десния фланг на 2 българска армия.
Целта на операцията е унищожаването на противника, бързо овладяване на град Ниш и прекъсване на пътищата за оттегляне на противниковите сили (Група армии „Е“) от Вардарска Македония и Гърция по долината на река Морава.
4 гранична бригада в състава на бойната част (първи ешелон, дясна обходна група) на 2 армия, получава задача да настъпи в направление село Кална, да овладее района на село Кална и да охранява десния фланг на 9 пехотна дивизия. Впоследствие да има готовност да настъпи към планината Тресибаба. Противник на бригадата е 13-и SS планински батальон с усиления.
На 15 октомври българските войски достигат река Велика Морава. На 18 октомври Нишката операция приключва.
В Косовската настъпателна операция (25 октомври – 30 ноември 1944) 4 гранична бригада (без 6 граничен полк) получава задача да осигури тила на 2 армия в района Пирот, Ниш, Лесковац. Там действа срещу отделни албански фашистки групи и четници на Дража Михайлович, които провеждат нападения в тила на българската армия, преоблечени в български униформи.
6 граничен полк от състава на бригадата е включен в състава на 12 пехотна дивизия, насочена на направлението Лесковац, Лебане. Задачата е да се атакува противника в направление на село Туларе, Прищина и заедно с 4 и 6 пехотни дивизии да овладее Прищина, като обходи противника от югоизток.
Косовската операцията започва на 25 октомври 1944 г. Към 1 ноември 12 пехотна дивизия, в чийто състав е 6 граничен полк, настъпва с десния си фланг и въпреки силния противников артилерийски и минохвъргачен огън овладяват височините западно от река Балабанска и височината източно от гребена Синанович (североизточно от Прищина).
По-късно, левият фланг на дивизията е контраатакуван няколко пъти от превъзхождащ противник. Тогава 1 гранична дружина от 6 граничен полк е изпратена на застрашения участък, където удържа позициите до 15 ноември.
В 9 часа на 16 ноември 6 граничен полк с другите части на 12 пехотна дивизия започва настъпление, като се изнася западно от река Балабанска. Там попада под силен артилерийски и минохвъргачен огън и е спрян. Сутринта на следващия ден противникът контраатакува позициите на полка, но без успех. Полкът отхвърля врага и овладява района на височини с отм. 980 и отм. 951.
В 7 часа на 18 ноември полкът започва настъпление, с нисък темп поради многото разрушения и гъсто устроените минни полета по пътищата. На 19 ноември Прищина е овладяна. През целия ден на 19 ноември 6 граничен полк води бой с противника, който се е укрепил северно от града. В боевете за овладяването на Прищина 6-и пехотен граничен полк дава 33-ма загинали.
До вечерта на 20 ноември войските на полка заедно с другите части на 12 дивизия достигат района на село Становце, Племетин, Милошево, където се срещат с Бронираната бригада. На 22 ноември 6 граничен полк се подготвя за изтегляне към Лесковац.

## Командири
Званията са към датата на заемане на длъжността.
| #  | звание    | име            | дати                               |
| -- | --------- | -------------- | ---------------------------------- |
| 1. | Полковник | Спас Дренски   | 1 януари – 28 февруари 1941        |
| 2. | Полковник | Петър Пенков   | 14 април – 8 декември 1941         |
| 3. | Полковник | Иван Деведжиев | 20 май 1944 – 20 октомври 1944     |
| 4. | Полковник | Борис Кокинов  | 20 октомври 1944 – 8 декември 1944 |

## Разформироване
Със заповед № 119 от 8 декември 1944 година на военния министър бригадата е разформирована.